# 魏北街道
魏北街道是中华人民共和国河南省许昌市魏都区下辖的一个街道办事处。

## 行政区划
魏北街道下辖以下村级行政区划单位：
辛张社区、金湾社区、俎庄社区、郭楼社区和王庄社区。